# 57. sydlige breddekreds
Den 57. sydlige breddekreds (eller 57 grader sydlig bredde) er en breddekreds, der ligger 57 grader syd for ækvator. Den løber gennem Atlanterhavet, det Indiske Ocean og Stillehavet.